# Магидов, Борис Иосифович
Борис Иосифович Магидов (13 (25) декабря 1884—1972) — российский революционер, партийный, государственный и профсоюзный деятель.

## Биография
Родился 13 (25) декабря 1884 года в семье ремесленника в Санкт-Петербурге. С 11 лет работал учеником ювелира, вступил в профсоюз золотопромышленников и бронзировщиков, посещал большевистский кружок.
В 1905 году участвовал в Первой русской революции, вступил в Петербургскую организацию  РСДРП, меньшевик.  В 1906–1907 гг.  распространял нелегальную литературу среди солдат Измайловского полка. В 1907—1909 годах — секретарь нелегального Бюро профсоюзов Петербурга, затем на подпольной работе в Киеве и Екатеринославе. В 1912 году за революционную деятельность был арестован и осуждён на два года к административной высылке в село Бугаево Архангельской губернии.
С 1917 года — большевик. По возвращении из ссылки  в Петрограде стал инструктором Петроградского Совета профсоюзов, участвовал в III Всероссийской конференции профсоюзов, избран членом Центрального Совета профсоюзов.
В октябре командирован в Юзовку для организации профсоюзов горняков Донбасса. Был избран председателем Областного совета профсоюзов ДонКривбассейна, с декабря 1917 года — зампред обкома большевистской партии. На 3-м областном Съезде Советов в декабре 1917 года был избран председателем Донецко-Криворожского облсовета. Активный деятель Донецко-Криворожской Республики, в правительстве ДКР — бессменный нарком труда с 14 февраля по 30 апреля 1918 года. Делегат I Всероссийского съезда профсоюзов (1918).
Затем участвовал в походе 5-й армии к Царицыну, был начальником политотдела 10-й армии. Редактор газеты «Солдат революции».
В декабре 1918 г. отозван из армии и назначен наркомом труда Украинской ССР. С июля 1920 г. начальник политуправления милитаризированной промышленности и трудовых войск Донбасса. Затем председатель Донецкого губернского совета профсоюзов, также председатель Бахмутского укома КПУ (январь). В 1921 году избран секретарем Луганского уездного комитета КП(б) Украины, в 1922-24 годах — ответственным секретарем Полтавского губкома партии и кандидатом в члены ЦК КП(б) Украины.
С мая 1924 по декабрь 1925 года — член Центральной контрольной комиссии ВКП(б). В августе 1925 года как член ЦКК решал вопросы требования мордовской автономии, выступив против этой инициативы. В сентябре 1925 года как член ЦКК разбирал конфликт в Самарской партийной организации, после чего с декабря 1925 по май 1926 года работал ответственным секретарём Самарского губкома ВКП(б).
В 1925—1927 годах — член Центральной ревизионной комиссии ВКП(б). С 1927 года — инструктор ЦК ВКП(б). В 1930—1937 годах занимал пост председателя ЦК профсоюза рабочих полиграфической промышленности, возглавлял типографию Академии наук. В 1930—1934 годах — вновь член ЦКК ВКП(б). В 1937—1939 годах — председатель ЦК профсоюза работников печати. В 1939 году был арестован, но в 1941 году освобождён без последствий. В 1941—1948 работал заведующим отделом распространения профиздата ВЦСПС. С 1949 по 1955 год — на работе в Центральном архиве ВЦСПС.
В 1956 году вышел на пенсию. Автор ряда мемуарных работ об Артёме, Донецко-Криворожской республике и гражданской войне.
Б. И. Магидов был делегатом XI, XIII, XVI и XVII съездов партии.
Умер в 1972 году. Урна с прахом  находится в колумбарии Нового Донского кладбища

## Мемуары и документы
В ЦГАОР СССР Борис Иосифович в 1969 году передал 15 документов из своего личного архива: автобиографии (1946, 1970), воспоминания «В годину лихолетий» (1923), «Царицын. 1918 год» (1935, 1958), «У колыбели профсоюзов СССР» (1957) и другие рукописи воспоминаний об участии в первой русской революции, в обороне Царицына, работе в редакции газеты «Солдат революции».
Кроме того, в архиве хранятся рукописи воспоминаний Б.И. Магидова о В.И. Ленине, Г.К. Орджоникидзе, Ф.Н. Самойлове, Ф.А. Сергееве, наброски глав документального очерка «Первый маршал Советского Союза» о К.Е. Ворошилове (1957).
Статьи Б.И. Магидова отражают его участие в реализации политики военного коммунизма в Донбассе («Опыт проведения продналоговой кампании в Шахтинском уезде», 1921), создании Союза писателей СССР («Советский писатель – активный строитель социализма», 1933), профсоюзном движении («Большевики в профсоюзах Харькова и Донбасса», 1956).

## Награды
- Орден Красного Знамени;
- дважды Орден Трудового Красного Знамени.